# Гассиев, Мурат Георгиевич
Мура́т Гео́ргиевич Га́ссиев (осет. Га́сситы Гео́ргийы фырт Мура́т; род. 12 октября 1993, Владикавказ, Северо-Осетинская АССР) — российский и армянский боксёр-профессионал, выступающий в первой тяжёлой и в тяжёлой весовых категориях.
Среди профессионалов бывший чемпион по версии WBA Inter-Continental (2023), бывший чемпион Евразии по версии EBP (2022—2023), бывший чемпион Азии по версии WBA Asia (2021—2023) в тяжёлом весе, бывший объединённый чемпион мира по версиям WBA (2018) и IBF (2016—2018) в 1-м тяжёлом весе.

## Биография
Родился 12 октября 1993 года во Владикавказе, в Северной Осетии, в России. По национальности осетин. При крещении в Православной церкви ему дали имя Александр, в честь святого благоверного князя Александра Невского, победившего шведов на Неве и немцев на Чудском озере.
В марте 2023 года стало известно, что он получил гражданство Армении.

## Любительский спорт и тренеры
В юности занимался футболом, борьбой и дзюдо. И примерно с 13-летнего возраста — в 2007 году начал заниматься боксом.
Ещё в любителях, в 15 лет он начал тренироваться в боксёрском клубе «Ариана», у заслуженного тренера России и Южной Осетии Виталия Константиновича Сланова.
А после победы над немцем Леоном Хартом в августе 2014 года, Мурат отправился в США, чтобы продолжить свою карьеру под руководством известного тренера Абеля Санчеса.
Но после проигранного боя украинцу Александру Усику в 2018 году он перенёс операцию на травмированном плече и период реабилитации, и долго восстанавливался от травм, из-за чего несколько раз в разное время были отменены запланированные бои. Затем в январе — феврале 2020 года он частично прошёл тренировочный лагерь в Биг-Бэр у Абеля Санчеса, но из-за разногласий команды Гассиева и его промоутера Эдди Херна (Matchroom Boxing), и отсутствием спарринг-партнёров этот лагерь закончился неудачей, и отменой боя назначенного на 29 февраля 2020 года. Затем из-за пандемии COVID-19 и других проблем он долго не мог получить визу на въезд в США, и вновь возобновил работу в России со своим первым тренером Виталием Слановым вплоть до 2023 года, — когда для прогресса карьеры ему советуют снова уехать в США.

## Профессиональная карьера

### Ранняя карьера
Первый свой профессиональный бой провел 21 сентября 2011 года, одержав победу по очкам.
26 июня 2013 года стал чемпионом мира среди молодёжи по версии WBC, отправив в нокаут грузинского боксёра Левана Джамардашвили во втором раунде.
1 февраля 2014 года стал чемпионом Европы по версии IBF, победив по очкам (единогласно) Исмаила Абдула. Счёт судей: 115—113, 117—111 и 120—108.

#### Несостоявшийся бой с Юниером Дортикосом
6 марта 2015 года Мурат должен был провести бой против перспективного кубинского боксёра Юниера Дортикоса, имеющего рекорд, но поединок был отменён.

#### Отборочный бой с Айзея Томасом
18 декабря 2015 года встретился с американцем Айзея Томасом. Победитель этого боя должен был стать обязательным претендентом на титул чемпиона мира в 1-м тяжёлом весе по версии IBF. В 3-м раунде Гассиев нанёс непреднамеренный удар после гонга, после которого Томас оказался в лёгком стоячем нокдауне и угол Томаса отказался от продолжения боя. Судьи объявили поединок несостоявшимся.

#### Бой с Джорданом Шиммеллом
17 мая 2016 года у Мурата Гассиева состоялся бой с американским боксёром Джорданом Шиммеллом. Гассиев нокаутировал Шиммелла в первом же раунде.
Во время подготовки к этому бою Гассиев в качестве спарринг-партнёра тренировался в спортивном лагере чемпиона мира по версии WBC в супертяжёлом весе американца Деонтея Уайлдера, который в это время усиленно готовится к бою с Александром Поветкиным.

### Завоевание титула чемпиона мира по версии IBF

#### Чемпионский бой с Денисом Лебедевым
3 декабря 2016 года в Москве, Мурат Гассиев в двенадцатираундовом бою раздельным решением судей одержал победу над своим соотечественником, чемпионом мира Денисом Лебедевым и завоевал титул чемпиона мира по версии IBF в первом тяжёлом весе.
В 5-м раунде Лебедев во второй раз в своей карьере оказался в нокдауне.

### Участие в турнире World Boxing Super Series

#### Бой с Кшиштофом Влодарчиком
21 октября 2017 года в Ньюарке (Нью-Джерси, США) в рамках Всемирной боксёрской суперсерии в первом тяжёлом весе состоялась первая обязательная защита Мурата Гассиева против поляка Кшиштофа Влодарчика. Гассиев нокаутировал соперника в 3 раунде ударом по печени и вышел в полуфинал турнира. Влодарчик впервые проиграл нокаутом в профессиональной карьере.

#### Объединительный бой с Юниером Дортикосом
3 февраля 2018 года в Сочи в полуфинале Всемирной боксёрской суперсерии Мурат Гассиев встретился с Юниером Дортикосом. Дортикос с первого раунда старался действовать первым номером. Гассиев предпочёл тактику разведки. Острые джебы кубинца попадали в цель, заставляя нервничать местную публику. Однако после первой четверти боя Мурат отобрал инициативу. Работал комбинациями, чередовав удары по корпусу и голове. Напротив действия Дортикоса были однообразными. В чемпионских раундах Мурат выглядел свежее, функционально был готов лучше. Удары часто попадали в цель. В конце одиннадцатого раунда кубинец был сильно потрясён, только повиснув на оппоненте, смог удержаться и достоять до гонга. В двенадцатом раунде Юниер два раза был в тяжёлых нокдаунах. В итоге Гассиев в яркой манере нокаутировал Дортикоса в конце двенадцатого раунда. Объединил титулы IBF и WBA (super).
За победу в этом бою Мурат Гассиев 22 июля 2019 года был удостоен награды «Звезда бокса» как российский боксер, проведший лучший поединок в календарном году.

#### Бой за звание абсолютного чемпиона мира с Александром Усиком
21 июля 2018 года состоялся финальный поединок турнира WBSS между Гассиевым и непобеждённым украинцем Александром Усиком, владевшим чемпионскими титулами по версиям WBC и WBO.
Усик с первого раунда захватил контроль над ходом поединка. Он постоянно смещался, активно выбрасывая джебы и другие несильные удары, не давая Гассиеву возможности выйти на удобную дистанцию и провести результативные атаки. Ближе к концу 4-го раунда Гассиев попал мощным хуком справа, после чего боксёры вошли в клинч. Этот эпизод стал единственным заметным успехом россиянина за весь бой. Гассиеву не удалось переломить ход встречи и оставшиеся раунды также ушли в актив украинцу. Усик уверенно победил единогласным решением судей.

### Перерыв в боях и возвращение на ринг
В 2019 году Гассиев подписал сопромоутерский контракт с известным спортивным промоутером Эдди Херном (Matchroom Boxing). Через некоторое время между командой Гассиева и его промоутерами начались разногласия, из-за которых были отменены несколько боёв. Затем Мурат подписал новый контракт с российскими промоутерами и продолжил спортивную карьеру.
После двухлетнего перерыва, связанного с травмами и проблемами с промоутерами, Мурат должен был дебютировать в тяжёлом весе против Кевина Джонсона, но из-за проблем американца с документами бой не состоялся. Назначенный на замену Джонсону албанец Сефер Сефери снялся с боя из-за коронавируса, но в итоге на бой 31 октября 2020 года в Сочи на коротком уведомлении вышел его брат — 43-летний ветеран Нури Сефери (41-9). Гассиев одержал досрочную победу в 1-м раунде нокаутом, а после боя Нури Сефери объявил о завершении карьеры.

#### Бой с Майком Бэлоганом
3 марта 2023 года в Ереване (Армения) досрочно нокаутом во 2-м раунде победил небитого американца Майка Бэлогана и завоевал вакантный титул чемпиона по версии WBA Inter-Continental в тяжёлом весе. Майк Бэлоган, хотя и находится в «ветеранском» возрасте 39 лет, и изначально занимался другим спортом — был игроком команд НФЛ в американском футболе, однако около года назад досрочно техническим нокаутом в 1-м раунде победил небитого опытного соотечественника Трея Липпе-Моррисона (18-0, 17 KO) — сына бывшего чемпиона WBO в тяжелом весе Томми Моррисона, а также побеждал ряд других крепких джорнименов.

#### Претендентский бой с Отто Валлиным
30 сентября 2023 года в Анталье (Турция) состоялся боксерский вечер, в главном событии которого Мурат Гассиев встретился с шведом Отто Валлином в поединке за пояс WBA Inter-Continental в тяжелом весе. Кроме того, этот бой носил статус претендентского на титул IBF в тяжелом весе. Гассиев больше шел вперед и наносил более акцентированные удары, а Валлин выбрасывал больше ударов и хорошо двигался, не позволяя Гассиеву развивать атаки. И пожалуй самый опасный эпизод боя произошел в шестом раунде, когда Валлину удалось потрясти Гассиева встречным ударом. В итоге двое судей отдали победу Валлину с одинаковым счетом 115—113, а третий выставил счет 117—111 в пользу Гассиева.

#### Бой с Кемом Юнгвистом
Вернулся 26 октября 2024 года в Ереване (Армения) в главном бою встретившись с непобежденным датчанином Кемом Юнгвистом. Изначально бой планировался 19 октября в Австрии на турнире «Ночь чемпионов IBA», но Гассиеву не дали визу. Бой начался спокойно и не изобиловал моментами. Мурат действовал первым номером поддавливая более высокого датчанина, который в свою очередь, старался работать джебом. Развязка наступила в начале 5-го раунда когда Мурат перевёл атаку головы - корпус и срубил Юнгквиста ударом по печени.

## Таблица профессиональных поединков
В таблице перечислены результаты всех поединков боксёров.
В каждой строке указан результат поединка. Дополнительно номер поединка обозначен цветом, который обозначает итог поединка. Расшифровка обозначений и цветов представлена в нижеследующей таблице.
| Пример | Расшифровка                     |
| ------ | ------------------------------- |
|        | Победа                          |
|        | Ничья                           |
|        | Поражение                       |
|        | Планируемый поединок            |
|        | Поединок признан несостоявшимся |
| КО     | Нокаут                          |
| ТКО    | Технический нокаут              |
| PTS    | Решение судей (по очкам)        |
| UD     | Единогласное решение судей      |
| MD     | Решение большинства судей       |
| SD     | Раздельное решение судей        |
| RTD    | Отказ от продолжения боя        |
| DQ     | Дисквалификация                 |
| NC     | Поединок признан несостоявшимся |

| 34 поединка, 31 побед (24 нокаутом), 2 поражение, 1 несостоявшийся. | 34 поединка, 31 побед (24 нокаутом), 2 поражение, 1 несостоявшийся. | 34 поединка, 31 побед (24 нокаутом), 2 поражение, 1 несостоявшийся. | 34 поединка, 31 побед (24 нокаутом), 2 поражение, 1 несостоявшийся. | 34 поединка, 31 побед (24 нокаутом), 2 поражение, 1 несостоявшийся. | 34 поединка, 31 побед (24 нокаутом), 2 поражение, 1 несостоявшийся. | 34 поединка, 31 побед (24 нокаутом), 2 поражение, 1 несостоявшийся. |
| Бой                                                                 | Рекорд                                                              | Дата                                                                | Соперник                                                            | Место проведения боя                                                | Результат                                                           | Примечание |
| ------------------------------------------------------------------- | ------------------------------------------------------------------- | ------------------------------------------------------------------- | ------------------------------------------------------------------- | ------------------------------------------------------------------- | ------------------------------------------------------------------- | --- |
| 35                                                                  |                                                                     | 23 августа 2025                                                     | Анджей Вавжик (34-5)                                                | Miccosukee Indian Gaming Resort, Майами, США                        | (10)                                                                | |
| 34                                                                  | 31-2                                                                | 26 октября 2024                                                     | Кем Юнгквист (18-0)                                                 | СК им. Карена Демирчяна, Ереван, Армения                            | KO 5 (10), 2:29                                                     | |
| 33                                                                  | 30-2                                                                | 30 сентября 2023                                                    | Отто Валлин (25-1)                                                  | Белек, Турция                                                       | SD 10                                                               | Защита титула чемпиона по версии WBA Inter-Continental (1-я защита Гассиева) в тяжёлом весе. Счёт: 117-111, 113-115 (дважды). |
| 32                                                                  | 30-1                                                                | 3 марта 2023                                                        | Майк Бэлоган (20-0)                                                 | СК им. Карена Демирчяна, Ереван, Армения                            | KO 2 (10), 1:40                                                     | Завоевал вакантный титул чемпиона по версии WBA Inter-Continental в тяжёлом весе. |
| 31                                                                  | 29-1                                                                | 26 августа 2022                                                     | Карлоус Уэлч (21-2-1)                                               | Belgrade Waterfront Plato Arena, Калемегдан, Белград, Сербия        | KO 1 (10), 1:27                                                     | Завоевал вакантный титул чемпиона Евразии по версии EBP в тяжёлом весе. |
| 30                                                                  | 28-1                                                                | 22 июля 2021                                                        | Михаэль Валлиш (22-4)                                               | Волейбольная арена «Динамо», Москва, Россия                         | TKO 4 (10), 3:00                                                    | Завоевал вакантный титул чемпиона Азии по версии WBA Asia в тяжёлом весе. |
| 29                                                                  | 27-1                                                                | 31 октября 2020                                                     | Нури Сефери (41-9)                                                  | WOW Arena, Красная Поляна, Краснодарский край, Россия               | TKO 1 (10), 1:33                                                    | Первый бой в тяжёлом весе — свыше 90,72 кг. |
| Перешёл в тяжёлый вес — свыше 90,72 кг (свыше 200 фунтов).          |                                                                     |                                                                     |                                                                     |                                                                     |                                                                     | |
| 28                                                                  | 26-1                                                                | 21 июля 2018                                                        | Александр Усик (14-0)                                               | СК «Олимпийский», Москва, Россия                                    | UD 12                                                               | Бой за звание абсолютного чемпиона мира в первом тяжёлом весе. Бой по версиям WBC (1-я защита Усика), WBO (5-я защита Усика), IBF (3-я защита Гассиева), WBA super (1-я защита Гассиева), вакантные титулы линейного чемпиона, The Ring, TBRB и кубок Мохаммеда Али. Финал турнира WBSS. |
| 27                                                                  | 26-0                                                                | 3 февраля 2018                                                      | Юниер Дортикос (22-0)                                               | ЛД «Большой», Сочи, Краснодарский край, Россия                      | TKO 12 (12), 2:43                                                   | Объединительный бой за титулы чемпиона мира по версиям IBF (2-я защита Гассиева) и WBA (2-я защита Дортикоса) в 1-м тяжёлом весе. Дортикос дважды в нокдауне в 12-м раунде. Полуфинал турнира WBSS.                                                                                      |
| 26                                                                  | 25-0                                                                | 21 октября 2017                                                     | Кшиштоф Влодарчик (53-3-1)                                          | Prudential Center, Ньюарк, Нью-Джерси, США                          | КО 3 (12)                                                           | Защитил титул чемпиона мира по версии IBF в 1-м тяжёлом весе (1-я защита Гассиева). Четвертьфинал турнира WBSS. |
| 25                                                                  | 24-0                                                                | 3 декабря 2016                                                      | Денис Лебедев (29-1)                                                | Мегаспорт, Москва, Россия                                           | SD 12                                                               | Завоевал титул чемпиона мира по версии IBF в 1-м тяжёлом весе (1-я защита Лебедева). Лебедев в нокдауне в 5 раунде. Счёт: 113-114, 116-111, 116-112. |
| 24                                                                  | 23-0                                                                | 17 мая 2016                                                         | Джордан Шиммелл (20-1)                                              | Black Bear Casino, Карлтон, Миннесота, США                          | KO 1 (12)                                                           | Бой за вторую строчку рейтинга IBF в 1-м тяжёлом весе. |
| 23                                                                  | 22-0                                                                | 18 декабря 2015                                                     | Айзея Томас (15-0)                                                  | Palms Casino Resort, Лас-Вегас, Невада, США                         | NC 3 (12)                                                           | Бой за статус обязательного претендента на титул чемпиона мира в 1-м тяжёлом весе по версии IBF. Томас не смог продолжить бой из-за удара Гассиева после гонга. |
| 22                                                                  | 22-0                                                                | 13 июня 2015                                                        | Родни Мур (17-9-2)                                                  | Florentine Gardens, Голливуд, Калифорния, США                       | KO 2 (6)                                                            | Мур два раза в нокдауне во 2-м раунде. |
| 21                                                                  | 21-0                                                                | 17 апреля 2015                                                      | Феликс Кора-младший (25-6-2)                                        | Foxwoods Resort, Машантакет, Коннектикут, США                       | TKO 9 (12)                                                          | Титул IBF Inter-Continental в 1-м тяжёлом весе (1-я защита Гассиева). |
| 20                                                                  | 20-0                                                                | 23 января 2015                                                      | Терренс Смит (8-17-3)                                               | Quiet Cannon, Монтебелло, Лос-Анджелес, Калифорния, США             | TKO 4 (6)                                                           | Со Смита было снято 1 очко в 4-м раунде за удержание. |
| 19                                                                  | 19-0                                                                | 31 октября 2014                                                     | Энгин Каракаплан (12-4-1)                                           | Манеж, Владикавказ, Северная Осетия, Россия                         | TKO 1 (12)                                                          | Завоевал вакантный титул IBF Inter-Continental в 1-м тяжёлом весе. |
| 18                                                                  | 18-0                                                                | 30 августа 2014                                                     | Леон Харт (9-0)                                                     | Gerry Weber Stadium, Халле, Вестфалия, Германия                     | TKO 4 (10)                                                          | |
| 17                                                                  | 17-0                                                                | 25 июня 2014                                                        | Даниил Перетятько (17-32)                                           | Дворец, Цхинвал, Южная Осетия                                       | RTD 1 (8)                                                           | |
| 16                                                                  | 16-0                                                                | 14 мая 2014                                                         | Георгий Тевдорашвили (17-11-3)                                      | Ресторан «Золотая Корона», Владикавказ, Северная Осетия, Россия     | TKO 2 (8)                                                           | |
| 15                                                                  | 15-0                                                                | 1 февраля 2014                                                      | Исмаил Абдул (51-27-2)                                              | ДС «Трактор», Челябинск, Челябинская область, Россия                | UD 12                                                               | Завоевал вакантный титул IBF East/West Europe в 1-м тяжёлом весе. Счёт судей: 115/113, 117/111, 120/108. |
| 14                                                                  | 14-0                                                                | 13 декабря 2013                                                     | Ивица Бакурин (16-3-1)                                              | ДС «Трактор», Челябинск, Челябинская область, Россия                | UD 10                                                               | Титул WBC Youth World (1-я защита Гассиева) в 1-м тяжёлом весе. Бакурин в нокдауне во 2-м, 8-м и 10-м раундах. С Бакурина снято 1 очко в 10-м раунде. Счёт судей: 96/91, 98/89, 100/87.                                                                                                  |
| 13                                                                  | 13-0                                                                | 12 сентября 2013                                                    | Роман Мирзоев (2-7)                                                 | Ресторан «Золотая Корона», Владикавказ, Северная Осетия, Россия     | RTD 3 (6)                                                           | Мирзоев в нокдауне во 2-м и 3-м раундах. |
| 12                                                                  | 12-0                                                                | 26 июня 2013                                                        | Леван Джамардашвили (31-10)                                         | ДС «Юность», Челябинск, Челябинская область, Россия                 | TKO 2 (10)                                                          | Завоевал вакантный титул WBC Youth World в 1-м тяжёлом весе. Джамардашвили дважды в нокдауне в 1-м и во 2-м раундах. |
| 11                                                                  | 11-0                                                                | 26 мая 2013                                                         | Игорь Пилипенко (2) (3-13-2)                                        | СК «Мордовия», Саранск, Мордовия, Россия                            | TKO 4 (6)                                                           | Пилипенко в нокдауне в 3-м и 4-м раундах. |
| 10                                                                  | 10-0                                                                | 11 мая 2013                                                         | Фаррух Мадаминов (1-2-1)                                            | Теннисный центр, Ханты-Мансийск, Ханты-Мансийский АО, Россия        | KO 2 (8)                                                            | |
| 9                                                                   | 9-0                                                                 | 16 марта 2013                                                       | Денис Соломко (10-20-1)                                             | СК «Знамя», Ногинск, Московская область, Россия                     | TKO 3 (8)                                                           | Соломко в нокдауне во 2-м и 3-м раундах. |
| 8                                                                   | 8-0                                                                 | 24 ноября 2012                                                      | Иван Сербин (2-0)                                                   | ДС «Юность», Челябинск, Челябинская область, Россия                 | UD 6                                                                | Счёт судей: 59/55, 60/55, 60/54. |
| 7                                                                   | 7-0                                                                 | 13 октября 2012                                                     | Руслан Семёнов (3-22-1)                                             | Дворец, Цхинвал, Южная Осетия                                       | TKO 3 (6)                                                           | |
| 6                                                                   | 6-0                                                                 | 24 июля 2012                                                        | Питер Эгайс (5-6)                                                   | Дворец Спорта, Будва, Черногория                                    | TKO 2 (6)                                                           | |
| 5                                                                   | 5-0                                                                 | 31 мая 2012                                                         | Теймураз Кекелидзе (16-33-1)                                        | Уфа-Арена, Уфа, Башкортостан, Россия                                | TKO 1 (6)                                                           | |
| 4                                                                   | 4-0                                                                 | 8 апреля 2012                                                       | Игорь Пилипенко (3-11-2)                                            | СК «Знамя», Ногинск, Московская область, Россия                     | UD 6                                                                | Пилипенко в нокдауне в 1-м раунде. Счёт судей: 59/55, 59/54, 60/54. |
| 3                                                                   | 3-0                                                                 | 16 марта 2012                                                       | Даниил Захаренко (дебют)                                            | Цирк, Краснодар, Краснодарский край, Россия                         | UD 4                                                                | Счёт всех судей: 40:36. |
| 2                                                                   | 2-0                                                                 | 26 ноября 2011                                                      | Владимир Чуклин (1-18-1)                                            | ДС «Трактор», Челябинск, Челябинская область, Россия                | TKO 4 (4)                                                           | Чуклин в нокдауне в 3-м раунде. |
| 1                                                                   | 1-0                                                                 | 21 сентября 2011                                                    | Роман Мирзоев (0-3)                                                 | Манеж, Владикавказ, Северная Осетия, Россия                         | UD 4                                                                | Счёт судей: 40/37 и 39/38 (дважды). |
| Бой                                                                 | Рекорд                                                              | Дата                                                                | Соперник                                                            | Место проведения боя                                                | Результат                                                           | Примечание |